# Ламја (словенска митологија)
Ламја је биће из митологије Јужних Словена. Вјеровање о постојању овог митолошког бића је раширено међу становницима у Србији (Јужна и источна Србија), Македонији и у источној и југозападној Бугарској.

## Етимологија назива
Назив ламја потиче од грчке ријечи ламина (грч. λάμια), што значи зао дух. Такође, назив ламја потиче и од имена старогрчког митолошког лика Ламије. Називи слични ламији срећу се и код Цинцара (назив ламе), као и код Албанаца назив ламј (алб. lamj). Овај начин је такође пренијет преко латинског језика и у неке друге европске језике, као на примјер у чешком језику, гдје се јавља назив ламие (чеш. lamie), који може да означава митолошко биће слично вампиру или вјештици.
У неким крајевима се могу пронаћи и други називи за ламју, као што су:
- у Србији: ламња;
- у Македонији: ламна (мкд. ламна);
- у Бугарској: кучка-ламја (буг. кучка-ламја), ламна гуштерица (буг. ламна гуштерица), ламниа (буг. ламниа), ламнја (буг. ламня), лјалшја (буг. лялшя), софра-ламја (буг. софра-ламја) и сура ламја (буг. сура ламја)[2][4].

У народним предањима се често могу наћи и лична имена за поједине ламје (што је слично предањима везаним за виле). Тако у Македонији ламју зову: Луња (у околини Булачана), Гила (у околини Кратова); у Бугарској: Злинја (буг. Злиня).
Такође у неким крајевима ламја може бити синоним за змаја, аждају или алу.

## Опис ламје у митологији и народним предањима
У митологији и народним предањима постоји неколико различити описа ламје који варирају од краја до краја:
- По једном народном вјеровању ламја је биће у виду великог гуштера с тјелом које је покривено жутим крњуштима, четири ноге са оштрим канџама, дугачким репом који се мота у круг, великим крилима, великом главом као у пса са крупним сјајним очима, великим чељустима и оштрим зубима. Када пишти, ствара јак вјетар који из корена чупа стољетна стабла, подиже и носи стогове сјена, а понекад и људе[2][5][6];
- По једном народном вјеровању из Бугарске ламја је биће које представљено као огромно крилато змијолико чудовиште са три главе, шест крила и девет репова[2]. Слично том опису, на подручју Родопа ламју су описивали као огромно крилато змијолико чудовиште са девет глава, шест крила и девет репова[2][5][6];
- У околини Ђевђелије ламја је описивана као велико биће са четири ноге са оштрим канџама, дугачким репом, великим крилима, великом главом са великим сјајним очима, великим чељустима, оштрим зубима и великим језиком. Из уста овог бића је сукљао пламен[2];

У митологији и народним предањима постоји неколико различити начина како настаје ламја:
- По једном народном вјеровању из Демир Хисарског краја када одрубљена глава змије срасте са отпиљеним рогом вола или бика, и наврши се четрдесет дана од кад је змијска глава одрубљена, тада она постаје ламја[2][7];
- По другим предањима поријекло ламје је блиско поријеклу змаја. И једно и друго биће се рађају као и друга људска дјеца, само њих мајке носе 15-20 мјесеци. Змајеви се рађају од добрих људи, а ламје од злих[2].

Заједничко за све описе ламја је то да су то снажна, осветољубива, глупа, прождрљива и незаситна бића јер све што се пред њима нађе оне поједу. Према предањима оне живе у пећинама, на дну мора, у језерима, на врховима планина или у великом дрвећу. Оне имају моћ да зауставе изворе воде и изазову сушу. Када би зауставе воду, ламје ће у заузврат да траже љуску жртву да би пустили воду. Кад се ламја креће све тутњи и пуца дрвеће и камење под њом. Постоје и народна предања по којима ламја чува закопано благо у дубоким пећинама.
Ламје се највише јављају и пакосте људима у првој половини љета, када оне предводе црне градоносне облаке и олујни вјетар. Тада оне уништавају, односе и прождиру дозрело жито и друге усјеве са њива, као и уроде из воћњака и винограда. За вријеме олуја, ламје се боре са змајевима који бране људима њиве и усјеве. Тада у њиховој борби настају муње, громови и град. Такође се спомиње да але отимају и једу стоку. У неким предањима се спомиње да су ламје и људождери који жуде за људској крви. По предању, оне хватају дјецу, односе их у своја станишта и тамо прождиру. Ради заштите од ламја људи су бајали, или су, прије него што почне олуја, износили пред кућу машице и разне друге предмете, и с њима стварали велику буку и галаму. Противници ламје у народним предањима су змајеви, облачари, св. Илија, св. Ђорђе, итд.